# مورتون سيبوس
مورتون سيبوس (بالمجرية: Sipos Márton)‏ (19 يناير 1900 – 11 ديسمبر 1926) هو سبّاح مجري راحل، مثّل بلاده في الألعاب الأولمبية الصيفية 1924.

## روابط خارجية
مورتون سيبوس على موقع الاتحاد الدولي للسباحة (الإنجليزية)
- مورتون سيبوس على موقع أوليمبيديا (الإنجليزية)